# Izraelski šahovski savez
Izraelski šahovski savez (hebr. האיגוד הישראלי לשחמט), krovno tijelo športa šaha u Izraelu. Sjedište je u Tel Avivu, ul. Tagor 26. Pridruženi je član nacionalnog olimpijskog odbora. Izrael pripada europskoj zoni 1.2b. Predsjednik je Zvika Barkai (ažurirano 26. listopada 2019.).

## Vanjske poveznice
- Službene stranice